# Résolution 438 du Conseil de sécurité des Nations unies
Membres permanents
- Chine
- États-Unis
- France
- Royaume-Uni
- URSS

Membres non permanents
- Allemagne de l'Ouest
- Bolivie
- Canada
- Gabon
- Inde
- Koweït
- Mauritanie
- Nigéria
- Tchécoslovaquie
- Venezuela

Résolution no 437 Résolution no 439
La résolution 438 du Conseil de sécurité des Nations unies, adoptée le 23 octobre 1978, après avoir réaffirmé les résolutions précédentes, a examiné un rapport du secrétaire général concernant la Force d'urgence des Nations unies (FUNU) et a pris note des discussions que le Secrétaire général a eues avec toutes les parties concernées par la situation au Moyen-Orient.
Le Conseil de sécurité a exprimé sa préoccupation face aux tensions persistantes dans la région et a décidé de :
a) De renouveler le mandat de la Force des Nations unies chargée d’observer le dégagement pour une nouvelle année, jusqu’au 24 juillet 1979;
b) De demander au Secrétaire général de demander au Conseil de sécurité de publier un rapport sur les progrès réalisés à la fin de cette période ;
c) D’appeler toutes les parties à appliquer immédiatement la résolution 338 (1973).
La résolution a été adoptée par 12 voix contre aucun ; la Tchécoslovaquie et l'Union soviétique se sont abstenues. La Chine n’a pas pris part au vote.